# Havgus
Havgus er et meteorologisk fænomen der opstår når varm luft med et relativt højt fugtindhold bevæger sig over koldt vand; da vil de nederste luftlag afkøles og der kan derved dannes tåge over havet. Denne tåge kan brede sig over land, ved pålandsvind. Den form for tåge betegnes også som havgus.
| Artikelstump | Spire Denne meteorologi eller vejr-relaterede artikel er en spire som bør udbygges. Du er velkommen til at hjælpe Wikipedia ved at udvide den. |